# 1758년
1758년은 일요일로 시작하는 평년이다.

## 연호
- 청(淸) 건륭(乾隆) 23년
- 일본(日本) 호레키(宝暦) 8년
- 후 레 왕조(後黎朝) 까인흥(景興) 19년

## 기년
- 류큐(琉球) 쇼보쿠왕(尚穆王) 7년
- 청(淸) 고종 건륭제(高宗 乾隆帝) 23년
- 조선(朝鮮) 영조(英祖) 34년
- 후 레 왕조(後黎朝) 현종(顯宗) 19년

## 사건
- 6월 23일 - 7년 전쟁: 크레펠트 전투. 영국군이 프랑스군을 독일의 크레펠트에서 이기다.
- 7월 6일 - 교황 클레멘스 13세, 248대 로마 교황 취임.

## 탄생
- 1월 11일 - 프랑스의 정치인 프랑수아 루이 부르동. (~1797년)
- 4월 28일 - 미국의 제5대 대통령 제임스 먼로. (~1831년)
- 5월 6일
  - 프랑스의 정치인 막시밀리앵 드 로베스피에르. (~1794년)
  - 프랑스의 명장 앙드레 마세나. (~1817년)
- 9월 29일 - 영국의 유명 해군 제독 제1대 넬슨 자작 허레이쇼 넬슨. (~1805년)
- 10월 15일 - 독일의 조각가 요한 하인리히 폰 다네커(~1841년)
- 12월 21일 - 프랑스의 장군 장바티스트 에블레. (~1812년)

### 미상
- 미국의 사전 편찬자 노아 웹스터. (~1843년)

## 사망
- 5월 3일 - 제247대 로마의 교황 교황 베네딕토 14세. (1675년~)